# Byrrhus singularis
Byrrhus singularis là một loài bọ cánh cứng trong họ Byrrhidae. Loài này được Pic mô tả khoa học năm 1923.